# Diocese de Barreiras
A Diocese de Barreiras (Dioecesis Barreriensis) é uma circunscrição eclesiástica da Igreja Católica no estado brasileiro da Bahia, pertencente à jurisdição da Província Eclesiástica de Feira de Santana.

## História
Em março de 1977 Dom Orlando Dotti Bispo de Barra na época, veio a Barreiras e instalou a “Comissão para a criação da Diocese de Barreiras” que assumiu a tarefa de construir a sede do bispado. Muitas pessoas da paróquia ajudaram nesse trabalho. Dom Orlando preparou toda a documentação e a entregou na Nunciatura junto com Padre Ricardo José Weberberger e Irmã Flávia, no dia 27 de julho de 1977. No ano seguinte, 1978, a festa de São João Batista teve como tema a criação da nova Diocese.
Nessa época moravam no território da futura Diocese os seguintes padres: Pe. Ricardo weberberger, Pe. Geraldo Lang, Pe. Gunther Gnadliger, Mons. Francisco Waldemar Antunes, Mons. Armindo de Oliveira Magalhães, Pe. José Bergésio e Frei Arnoldo Stock. Eles organizaram a preparação da Diocese, da Construção do Bispado e de outros assuntos relativos.
Em 23 de maio de 1979 chegou a comunicação da criação da Diocese de Barreiras e a nomeação do Pe. Ricardo Weberberger como 1º Bispo Diocesano. No dia 08 de julho do mesmo ano, o Mons. Armindo de Oliveira Magalhães comunicou ao povo oficialmente este fato e leu o decreto pontifício na Missa dominical. O Mons. Ricardo viajou para a Áustria e no dia 11 julho de 1979 foi ordenado Bispo no Mosteiro de Kremsmüenster.
No dia 24 de agosto Dom Ricardo voltou da Àustria e, pouco depois, no dia 26, o Cardeal Arcebispo de Salvador Dom Avelar Brandão Vilela, deu-lhe a posse como 1º Bispo da Diocese. Apesar de grandes distâncias, vieram vários Bispos da Bahia e, junto com o povo de Barreiras, participou com grande entusiasmo dessa festa, que foi um marco para a Igreja Católica da região.

## Paróquias
A Diocese de Barreiras têm vinte e quatro paróquias para atender os fiéis diocesanos:
- Catedral São João Batista - Barreiras - Centro
- Senhora Santana - Angical
- Santuário Nossa Senhora do Perpétuo Socorro - Barreiras (Bairro Sandra Regina)
- São Sebastião - Barreiras (Bairro Barreirinhas)
- São José - Barreiras (Bairro Vila Brasil)
- Santa Rafaela Maria - Barreiras (Bairro Vila Rica)
- Paróquia Santa Luzia - Barreiras (Bairro Santa Luzia)
- Paróquia Santa Cruz - Barreiras (Bairro Morada da Lua)
- Senhor do Bonfim - Baianópolis
- Senhora Santana - Brejolândia
- Santa Cruz - Cotegipe
- Menino Deus - Cristópolis
- Sagrado Coração de Jesus - Formosa do Rio Preto
- Nossa Senhora Aparecida - Luís Eduardo Magalhães - Centro
- São José - Luís Eduardo Magalhães  (Bairro Santa Cruz)
- Santa Rita de Cássia - Luís Eduardo Magalhães (Bairro Jardim das Acácias)
- São Francisco de Assis - Luís Eduardo Magalhães (Bairro Jardim Paraíso)
- Senhora Santana - Riachão das Neves
- Nossa Senhora da Conceição - Tabocas do Brejo Velho
- Santa Rita - Santa Rita de Cássia
- São Gonçalo- Mansidão
- Nossa Senhora Aparecida - São Desidério
- Santo Antônio - São Desidério (Distrito Roda Velha)
- São João Batista - Wanderley

As congregações presentes no território da diocese são: Ordem de São Bento, Irmãs de Santa Catarina, Irmãs Beneditinas, Irmãs da Caridade de Ottawa, Irmãs da Providência de GAP, Irmãs Franciscanas Marianas Missionárias, Irmãs Filhas dos Sagrados Corações de Jesus e Maria, Irmãs de Santa Teresinha, Irmãs de Nossa Senhora da Glória.[carece de fontes?]
Por mais de 30 anos, o zelo pastoral da diocese esteve entregue aos cuidados de seu primeiro bispo, Dom Ricardo José Weberberger, OSB, que exerceu essa função de 26 de agosto de 1979 até seu falecimento em 17 de agosto de 2010.

## Bispos
Bispos encarregados da diocese:
|        | Nome                             | Período    | Notas                                     |
| Bispos | Bispos                           | Bispos     | Bispos                                    |
| ------ | -------------------------------- | ---------- | ----------------------------------------- |
| 3º     | Moacir Silva Arantes             | 2020-atual |                                           |
| 2º     | Josafá Menezes da Silva          | 2010-2019  | Nomeado Arcebispo de Vitória da Conquista |
| 1º     | Ricardo José Weberberger, O.S.B. | 1979-2010  |                                           |